# 창원공업고등학교
창원공업고등학교(昌原工業高等學校)는 대한민국 경상남도 창원시 의창구 팔용동에 있는 사립 고등학교이다.

## 학교 연혁
- 1966년 5월 25일 : 만애고등기술학교로 학교 인가
- 1989년 2월 16일 : 학교법인 일산학원 설립 인가(박남수 이사장 취임)
- 1993년 2월 26일 : 창원공업고등학교 인가(30학급)
- 2003년 4월 16일 : 다목적 강당(일산관) 준공
- 2010년 10월 30일 : 경상남도교육청 직업선도학교 선정
- 2016년 2월 23일 : 학교법인 일산학원 박재상 이사장 취임
- 2022년 9월 1일 : 권형도 교장 취임
- 2023년 2월 8일 : 제55회 졸업식(161명) 졸업생 16,625명 배출
- 2023년 3월 2일 : 입학식(신입생 195명)

## 설치 학과
- 컴퓨터응용기계과
- 컴퓨터응용금형과
- 스마트영상크리에이터과
- 스마트제어디자인과
- 특수산업설비기계과

## 참고 자료
- 창원공업고등학교 - 한국교육학술정보원 학교알리미